# Gustav Kramer
Gustav Kramer (Halberstadt, 1 de abril de 1806 — Halle an der Saale, 31 de julho de 1888) foi um filólogo, pedagogo e teólogo alemão.

## Biografia
Seu pai Karl Sigismund Kramer (1759-1808) era um médico de Halberstadt e sua mãe era Julie Adam (1769-1846) de Harsleber cujos antepassados haviam imigrado da França. 
Após concluir em 1823 o ensino secundário em sua cidade natal, ele estudou Teologia e Filologia em Berlim, onde morou na casa de seu cunhado, o geógrafo Carl Ritter (1779-1859). Em Berlim ele também assumiu a educação do filho adotivo de Ritter, Alexander von Bethmann (1814-1883) de Frankfurt am Main. Após um ano na Universidade de Bonn, ele retornou a Berlim e na primavera de 1828 concluiu seu doutorado.
De 1831 a 1832, ele acompanhou von Bethmann na Academia de Genebra, onde aprofundou seus conhecimentos de francês. No início de 1833 ele separou-se de seus alunos e preparou-se em Berlim, para passar um longo período na Itália, onde seguiu em viagem no outono daquele mesmo ano. 
Durante os três anos seguintes, permaneceu ele principalmente em Roma, onde estudou na Biblioteca Barberini e na Biblioteca do Vaticano, os escritos do geógrafo grego Estrabão (ca. 63 a.C. – 28 d.C), a fim de produzir uma edição crítica da "Geographica", que foi publicada em três volumes em 1844. Viajando ele depois pela Itália Central, Grécia e Sicília concluiu então a sua estada.
A partir de 1836, ele voltou a Berlim como professor no Berlinisches Gymnasium zum Grauen Kloster, em 1837 no Kölnischen Gymnasium e em 1839 trabalhou no Französischen Gymnasium, onde foi nomeado diretor em 1842. 
Em 1853 ele foi nomeado diretor do Franckesche Stiftungen em Halle an der Saale e no mesmo ano professor extraordinário de Teologia e diretor pedagógico da Universidade de Halle-Wittenberg.
Durante sua gestão, a situação financeira das fundações, bem como o número de estudantes aumentou significativamente. Em 1878 ele aposentou-se e em 1881, ele renunciou a sua cadeira de professor. 
Desde 1839 Kramer esteve casado com Pauline Ritter (1817-1877), uma sobrinha de Carl Ritter, seu filho Paul Kramer (1842-1898) foi também um renomado educador e biólogo.

## Prêmios
- Kramer recebeu diversos prêmios.

- Em 1867 foi-lhe atribuído um doutoramento honorário da Faculdade de Teologia da Universidade de Halle.

## Obras
Além de seu trabalho sobre Estrabão e publicações de vários artigos sobre Arqueologia, Kramer produziu principalmente obras biográficas e pedagógicas, dentre elas, sobre a vida e obra de Carl Ritter e August Hermann Francke.